# Pat Condell
Patrick "Pat" Condell (n. 1 noiembrie 1951) este un scriitor, actor de comedie și militant ateu din Regatul Unit de origine irlandeză.
Este foarte popular în mediul virtual prin diverse videoclipuri de pe Youtube sau LiveLeak, prin care critică religia, în special cea islamică.
În iulie 2014, canalul său de pe Youtube a depășit 200.000 de abonați și 50 de milioane de vizualizări ale videoclipurilor sale.
Este un susținător al statului Israel.
Printre susținătorii săi se numără: Richard Dawkins, PZ Myers și Harold Kroto.
Este membru al organizației National Secular Society.